# Новый Мир (Харьковская область)
Новый Мир (укр. Новий Мир) — село, 
Изюмский сельский совет,
Боровский район,
Харьковская область.
Код КОАТУУ — 6321082007. Население по переписи 2001 г. составляет 81 (37/44 м/ж) человек.

## Географическое положение
Село Новый Мир находится в 2-х км от реки Нитриус.
В 7-ми км расположено село  Изюмское.

## История
- 1680 - дата основания.
- 12 мая 2025 село Новый Мир в Харьковской области окончательно исчезло с карты населенных пунктов — по крайней мере, на бумаге. Волонтерам и военным удалось вывезти оттуда последних жителей – 69-летнюю Антонину Розторгуеву и 51-летнего Виталия Коляку. До линии фронта от их дома — всего три километра, так что каждый день там начинался и заканчивался канонадой.[1]

## Экономика
- В селе есть свинотоварная ферма.